# Santa Maria de Mansolí
Santa Maria de Mansolí és una església romànica de Sant Hilari Sacalm (Selva) inclosa a l'Inventari del Patrimoni Arquitectònic de Catalunya.

## Descripció
Antiga església parroquial aïllada, situada als afores del nucli urbà de Sant Hilari, dins una propietat privada, al costat esquerre de la carretera Sant Hilari-Osor.
L'església consta d'una sola nau rectangular, està coberta per una teulada a doble vessant.
A la façana principal, hi ha la porta d'entrada an arc de mig punt format per dovelles, sobre la qual hi ha una finestra espitllera. La façana està coronada per un campanar d'espadanya, amb una obertura en arc de mig punt voltejada de maons, i coronat per una teulada petita.

## Història
L'església apareix ja esmentada el 1038 tot i que l'estructura actual dataria dels segles XIII-XIV. Segons els Goigs de l'ermita, els malalts que buscaven curar-se amb les aigües de la propera Font Picant també demanaven la protecció en aquesta ermita a la Mare de Déu de Mansolí.
A finals del segle xix passà a ser propietat del marquès de Montsolís a canvi de donar fons per construir l'església de Mansolí Nou el 1895, enderrocada el 1989 pel seu mal estat.
L'edifici fou restaurat el 1970.